# Golden Valley (Dakota del Nord)
Golden Valley è un centro abitato (city) degli Stati Uniti d'America, situato nella Contea di Mercer, nello Stato del Dakota del Nord. Nel censimento del 2000 la popolazione era di 183 abitanti. La città è stata fondata nel 1913.

## Geografia fisica
Secondo i rilevamenti dell'United States Census Bureau, la località di Golden Valley si estende su una superficie di 1,90 km², tutti occupati da terre.

## Popolazione
Secondo il censimento del 2000, a Golden Valley vivevano 183 persone, ed erano presenti 51 gruppi familiari. La densità di popolazione era di 98 ab./km². Nel territorio comunale si trovavano 124 unità edificate. Per quanto riguarda la composizione etnica degli abitanti, il 99,45% era bianco e lo 0,65% apparteneva a due o più razze.
Per quanto riguarda la suddivisione della popolazione in fasce d'età, il 17,5% era al di sotto dei 18, il 4,9% fra i 18 e i 24, il 20,2% fra i 25 e i 44, il 31,7% fra i 45 e i 64, mentre infine il 25,7% era al di sopra dei 65 anni di età. L'età media della popolazione era di 47 anni. Per ogni 100 donne residenti vivevano 98,9 maschi.